# Kondensathebeanlage
Kondensathebeanlagen sind Vorrichtungen zur Förderung von Kondensat auf eine höhere Ebene.
Immer wenn Gase abkühlen oder entspannen, kann es zur Bildung von Kondensat kommen. Insbesondere, wenn strömendes Gas kontinuierlich an kälteren Flächen vorbeigeführt wird, muss das entstehende Kondensat abgeführt werden.
Häufig sind Kondensathebeanlagen mit einem Not-Melder ausgestattet, der bei drohendem Überlauf des Behälters eine Warnung absetzt und die angeschlossene Anlage abschaltet.

## Kondensathebeanlagen in der Gebäudetechnik
In Klima- und Kühlanlagen fällt regelmäßig Kondensat in Form von Wasser an.
In Brennwertkesseln sowie der zugehörigen Abgasanlage bzw. dem Luft-Abgas-System (LAS) bildet sich saures Kondensat.
Sofern vom Kondensatauffangbehälter aus kein Abwasseranschluss mit Gefälle zu erreichen ist oder der Behälter sich unterhalb der Rückstauebene befindet, muss das Kondensat durch eine Pumpe gefördert werden.
Steht ausnahmsweise Druckluft oder Dampfdruck zur Verfügung, kann stattdessen ein Kondensatheber eingesetzt werden.
Ein integrierter Schwimmerschalter oder ein Staudruckrohr erkennen den Füllstand im Behälter und schalten die Pumpe.
Einige Hersteller bieten Kondensathebeanlagen mit integrierter Neutralisationseinheit an, um insbesondere bei Ölbrennwertgeräten den pH-Wert des Kondensats auf ein verträgliches Niveau zu bringen.

## Pumpenlose Kondensatheber

Beispiel eines Kondensathebers der Firma Voigt

Wenn in einem Dampfkreislauf Kondensat anfällt, kann häufig der Dampfdruck genutzt werden, das Kondensat zu fördern. Alternativ können Druckluft oder andere Druckgase eingesetzt werden, um das Kondensat in einem sogenannten Kondensatheber ohne Verwendung einer Pumpe auf ein Niveau anzuheben, wo es weiterverwertet werden kann.
Das Kondensat fließt dem Kondensatheber aus einem vorgeschalteten Sammelbehälter, einer Sammelschiene oder Verbraucher über dessen Saugleitung zu. Diese Behälter sind wesentlich kleiner als bei herkömmlichen Pumpenanlagen.
Mit steigendem Flüssigkeitsspiegel im Sammelbehälter bewegt sich der im Kondensatheber enthaltene Schwimmer aufwärts und betätigt schließlich nahe seiner Hochstellung die außen angebrachte Steuerung. Diese öffnet das Dampfeinlassventil, während das in der Saugleitung befindliche Rückschlagventil schließt. Der Fördervorgang ist damit eingeleitet.
Der Druck im Kondensatheber baut sich unabhängig vom Treibdampf- bzw. Arbeitsdampfdruck auf. Das Kondensat wird verdrängt.
Mit sinkendem Kondensatspiegel im Kondensatheber gleitet der eingebaute Schwimmer abwärts und betätigt nahe seiner unteren Endstellung erneut die Steuerung, wodurch sich das Dampfeintrittsventil schließt und das Entspannungsventil geöffnet wird. Der Restdampf wird über die angeschlossene Entlüftungs- bzw. Entspannungsleitung bei gleichzeitigem Nachströmen von Kondensat in den Sammler geführt. Damit ist ein Arbeitsspiel beendet, das nächste beginnt.
Der Kondensatheber arbeitet so lange, wie Kondensat zur Verfügung steht, setzt sich automatisch still, wenn kein Kondensat zufließt und kann im Bedarfsfalls auf diese Weise kontinuierlich arbeiten. Die Taktzeit liegt bei beispielsweise 40 Sekunden, wobei die Zulaufzeiten im Verhältnis zum Fördervorgang bei etwa 2:1 liegen.

### Einsatzbereiche
In der Kraftwerkstechnik werden Kondensatheber als Turbinenentwässerung eingesetzt sowie im Bereich der Luftvorwärmung sowie der Abhitzekessel.
In Raffinerien sind sie Bestandteil der Kondensatrückführung, von Einzel- und Ringsystemen und werden im Bereich der Produktförderung genutzt.
In der Chemische Industrie fördern sie Hoch- und Niederdruckkondensate und andere Prozessfluide, sind Bestandteil der Strecken- und Fackelgasentwässerung und werden zur Benzolförderung eingesetzt.
Weitere Einsatzgebiete sind die Papier- und Nahrungsmittelindustrie (insbesondere auch Zuckerraffinerien), Brauereien und Gummiwerke.